# (58165) 1990 HQ5
(58165) 1990 HQ5 este un asteroid din centura principală, descoperit pe 29 aprilie 1990 de Michael Irwin și Anna Żytkow.